# 圭亞那短蜴脂鯉
圭亞那短蜴脂鯉，為輻鰭魚綱脂鯉目脂鯉科的一個種。

## 分布
本魚分布於南美洲蘇利南與圭亞那間的海岸溪流。

## 特徵
本魚體為圓盤形，基色為銀色，但是由於光線條件的不同，魚體上清晰可見各種不同的反射色，包括綠色、粉紅色和紫色也相當常見。鱗片大，肩部有兩條模糊的黑色直條紋；最後一直條紋尾端有一條黑色水平條紋延伸至尾鰭基部，所有鰭都無色。體長可達9公分。

## 生態
本魚棲息於深度較淺的溪流中，性情溫和，喜群游，屬雜食性，以蠕蟲、昆蟲、甲殼動物與植物等為食。

## 經濟利用
可作為觀賞魚。